# Afstandsgetrouwe projectie
Een afstandsgetrouwe of equidistante projectie is een kaartprojectie waarbij de schaal langs bepaalde lijnen onafhankelijk is van het punt op zo'n lijn, en vaak ook van de lijn (binnen de verzameling lijnen met deze eigenschap). Deze lijnen kunnen ontspringen aan één punt (radiaal) of parallel langs elkaar liggen. Langs lijnen die uit een ander punt ontspringen respectievelijk die niet parallel lopen geldt die afstandsgetrouwheid niet. Een platte kaart die vanaf elk willekeurig punt in alle richtingen afstandsgetrouw is, kan niet worden gemaakt.
Voorbeelden van afstandsgetrouwe projecties zijn:
- Equidistante azimutale projectie - de schaal in radiale richting is overal gelijk (met een pool in het midden: de schaal langs meridianen)
- Orthografische azimutale projectie - de schaal in laterale richting is overal gelijk (met een pool in het midden: de schaal langs parallellen)
- Equidistante cilinderprojectie - de schaal langs meridianen is overal gelijk, en ook gelijk aan de schaal langs de evenaar
- Sinusoïde projectie (langs parallellen)
- Tweepunts-equidistante projectie (vanaf twee punten)

Afstandsgetrouwheid per afzonderlijke lijn is een veel zwakkere eigenschap. Deze geldt bijvoorbeeld bij cilinderprojecties en kegelprojecties, en voor azimutale projecties met een pool in het midden, voor elke afzonderlijke parallel. Trouwens, net als de schaal langs parallellen hangt ook de schaal langs meridianen hier hoogstens van de breedtegraad af, niet van de lengtegraad.
Een andere eigenschap die met afstand te maken heeft en van toepassing is bij de gnomonische projectie is dat de kortste route tussen twee punten op de bol tevens de kortste route tussen twee punten op de kaart is.
Naast de genoemde, weliswaar beperkte, absolute afstandsgetrouwheid, is de variatie in schaal (maar dan niet beperkt in lijnen waarlangs gemeten wordt) een maat voor de afstandsgetrouwheid (hoe goed of slecht).